# Théodore Fantin-Latour
Pour les articles homonymes, voir Fantin-Latour.
Théodore Fantin-Latour, né à Metz le 19 novembre 1805 et mort dans le 6e arrondissement de Paris le 20 avril 1875, est un peintre pastelliste français.
Il est le père du peintre Henri Fantin-Latour.

## Biographie
Doué pour le dessin et la peinture, Théodore Fantin-Latour étudie dans l'atelier du peintre d'Histoire Benjamin Rolland (1777-1855) à l'École de dessin de Grenoble. Sous les auspices de cet ancien élève de Jacques-Louis David, tenant du néoclassicisme, il se forme au dessin et s’initie au rendu des formes. En 1834, il épouse la fille adoptive de la comtesse Zoloff, Hélène de Naidenoff, avec laquelle il a trois enfants, dont le peintre Henri Fantin-Latour qui naît en 1836. Reconnaissant les talents de son jeune fils, il lui donne ses premiers cours de dessin dès 1846.
Théodore Fantin-Latour expose régulièrement au Salon entre 1842 et 1866.

## Sources
- (en) Druick, Douglas et Michael Hoog, Fantin-Latour, catalogue d'exposition, National Gallery of Canada, Ottawa, 1983.